# Shaw Nunatak
Shaw Nunatak är en nunatak i Antarktis. Den ligger i Västantarktis. Argentina, Chile och Storbritannien gör anspråk på området. Toppen på Shaw Nunatak är 500 meter över havet.
Terrängen runt Shaw Nunatak är kuperad åt sydväst, men åt nordost är den platt. Trakten är obefolkad. Det finns inga samhällen i närheten. 